# T细胞活化

T细胞的活化途径：T细胞主要从两方面为免疫反应做出贡献：一些细胞负责指导和调节免疫反应进程，另一些细胞负责直接杀死感染或癌变的细胞。

T细胞活化（英語：T cell activation）是免疫应答的核心，指T细胞增殖并分化为效应T细胞，需要双信号刺激：第一个信号由T细胞受体（T-cell receptor，TCR）转导，并由黏附分子增强；第二个信号为协同刺激信号，由抗原递呈细胞（antigen-presenting cell，APC）表面协同刺激分子和T细胞相应受体相互作用产生，可增强TCR信号。只有第一信号并不能诱导T细胞的免疫应答，缺乏第二信号，T细胞将进入无反应状态或免疫耐受，甚至引起细胞程序性死亡，其原因可能是主要组织相容性复合体（major histocompatibility complex，MHC）-抗原肽的少量激活和TCR-CD3复合体的持续性内化限制了TCR信号，而协同刺激复合体B7-CD28的参与可以防止此类情况发生。第一信号决定T细胞活化的特异性，协同刺激信号则决定了T细胞的前进方向。最常见的用于T细胞体外活化的是抗CD3抗体和抗CD28抗体。